# Mariä Himmelfahrt (Wondreb)

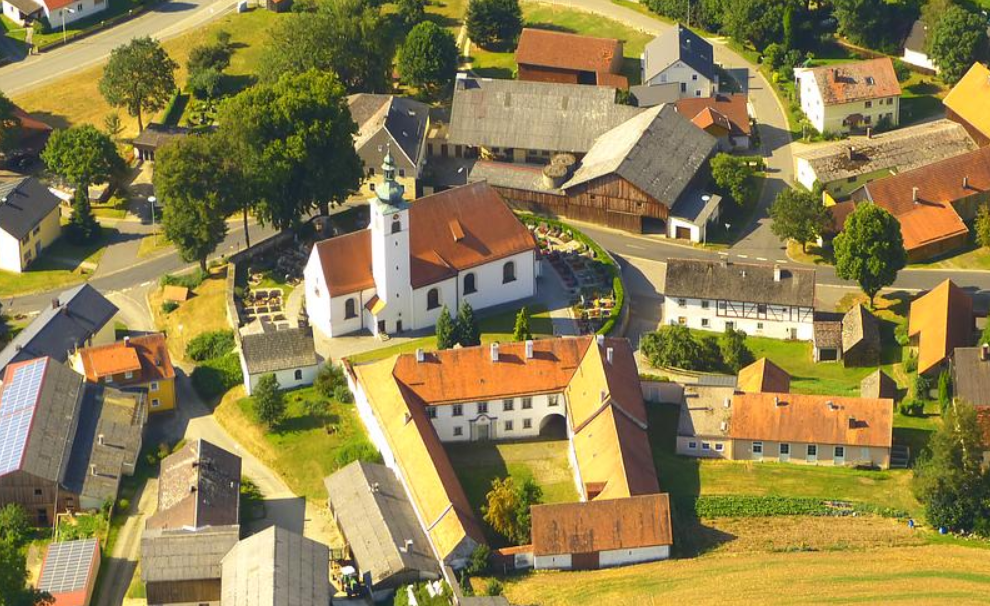
Luftbild Pfarrkirche Mariä Himmelfahrt

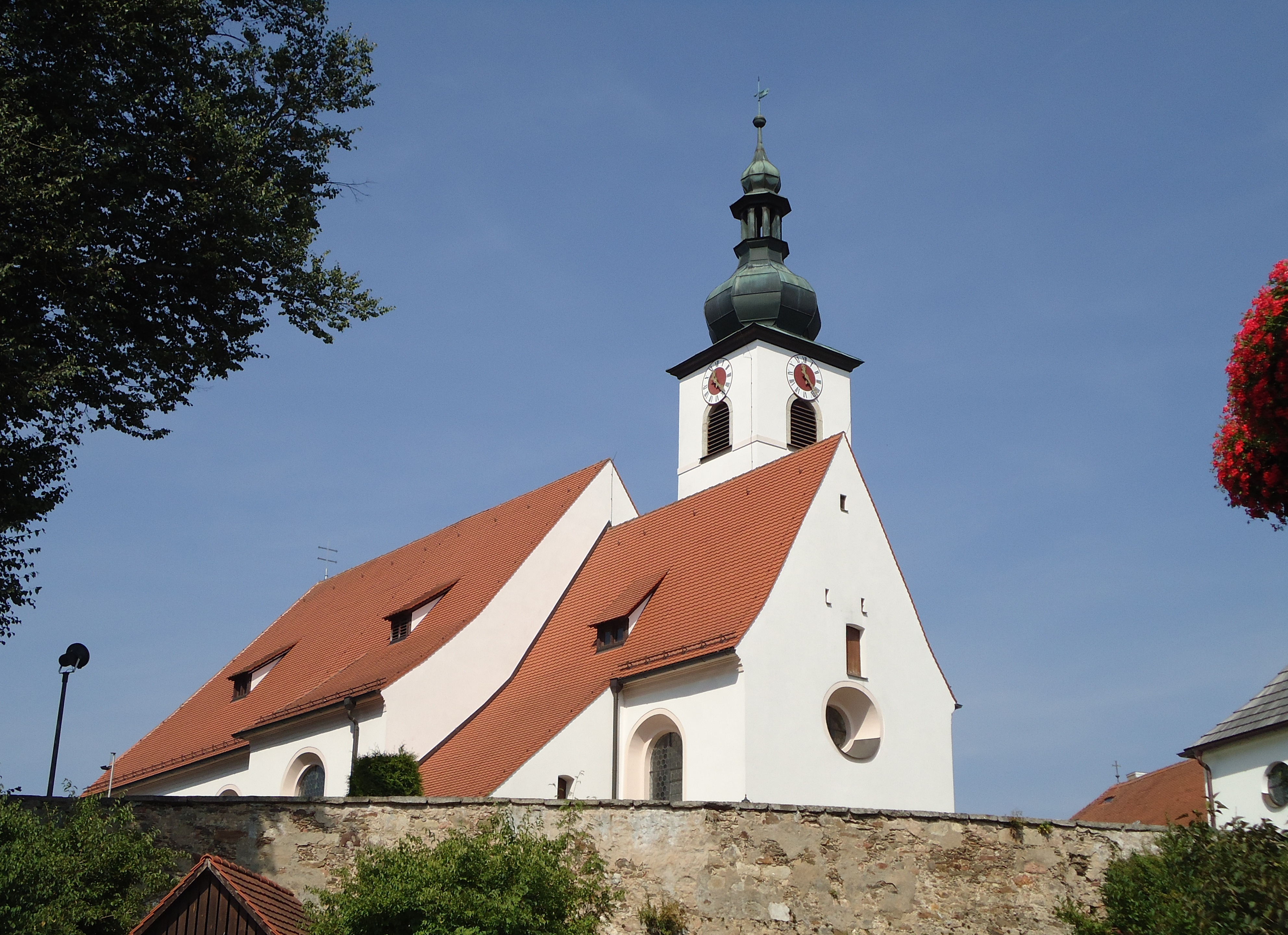
Die Pfarrkirche Mariä Himmelfahrt

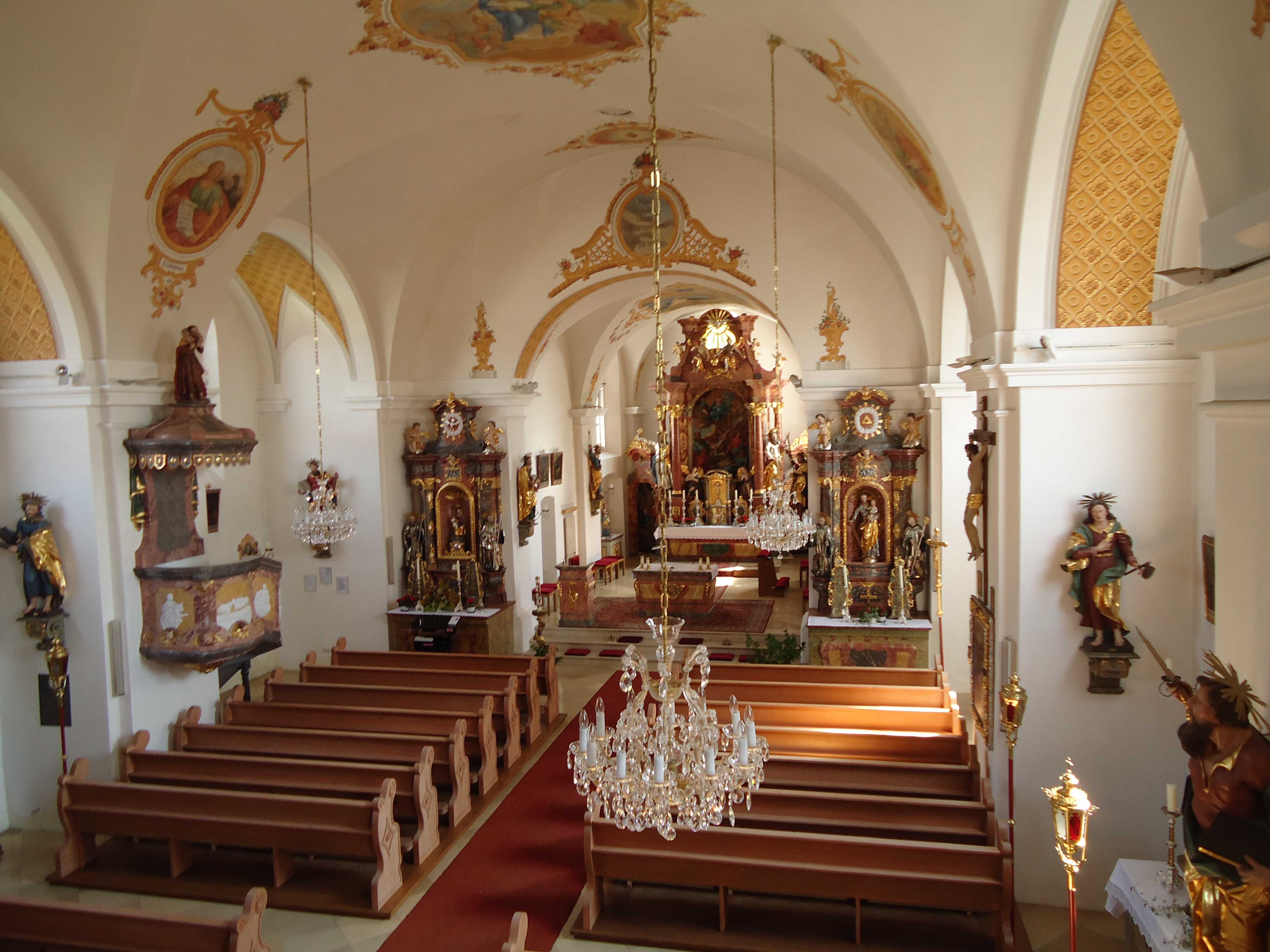
Innenraum

Die Pfarrkirche Mariä Himmelfahrt ist eine römisch-katholische Kirche in Wondreb, einem Ortsteil der Stadt Tirschenreuth in der nördlichen Oberpfalz. Sie wurde im 12. Jahrhundert erbaut und steht unter Denkmalschutz.

## Geschichte
Die Kirche Mariä Himmelfahrt bestand bereits im 12. Jahrhundert und wurde im 14. Jahrhundert umgebaut. Im 16. Jahrhundert erfolgte eine weitere Umgestaltung unter Einbezug der Außenmauern und der beiden unteren Turmgeschosse. In der ersten Hälfte des Jahrhunderts wurde das Langhaus gebaut und der Kirchturm erhöht. Die am Portal befindliche Jahreszahl 1713 gilt als Hinweis auf den Umbau in spätbarockem Stil durch den Bärnauer Maurermeister Philipp Mühlmayr.
Die Ausstattung von Mariä Himmelfahrt entstand zwischen 1724 und 1744. Nachdem im 19. Jahrhundert und in der Zeit um das Jahr 1913 einige Änderungen vorgenommen worden waren, kümmerte sich Pfarrer Ludwig Schreyer um die Wiederherstellung des Gebäudes. In Zusammenarbeit mit dem Bayerischen Landesamt für Denkmalpflege wurde versucht, den Zustand des 18. Jahrhunderts wiederherzustellen.

## Beschreibung
Die Pfarrkirche ist eine Wandpfeilerkirche mit einem Querhaus und einem eingezogenen rechteckigen Chorraum. Der Innenraum hat ein Tonnengewölbe mit Stichkappen, vor den Wandpfeilern befinden sich Pilaster im toskanischen Stil. Die Deckengemälde, die aus dem 18. Jahrhundert stammen und mehrmals überarbeitet wurden, zeigen verschiedene Marienthemen und die vier Evangelisten. Der Hochaltar mit einem Stuckaufbau aus Marmor stammt von Vitus Fuchs aus Tirschenreuth. Die Orgel mit Gehäuse aus dem Jahr 1748 stammt aus Waldsassen, ebenso die zwölf Barockfiguren der zwölf Apostel, die 1719 von Martin Hirsch geschnitzt wurden.